# Climat du canton du Valais
Le climat du canton du Valais,,, région du sud-ouest de la Suisse, est multiple. Le Chablais est caractérisé par un climat préalpin du nord des Alpes. Par effet de barrage, le Chablais reçoit un fort cumul de précipitations. À mesure que l'on remonte la vallée du Rhône vers l'est, les cumuls annuels de précipitations diminuent (1 051 mm à Bex, 855 mm à Martigny et 545 mm à Stalden). Le Valais central, situé dans les Alpes internes, est de type semi-continental à caractère méridional (pour la vallée du Rhône). La majorité des précipitations proviennent de l'Atlantique par courant d'Ouest. En revanche, la région du Simplon et le Binntal, sont régulièrement atteints par un courant du Sud-Est provenant de la mer Méditerranée. La région du sud du Simplon s'apparente au climat régnant au sud des Alpes (de). Avec de nombreuses heures d'ensoleillement, en été comme en hiver, l'été est chaud et sec tandis que l'hiver est froid. Le foehn, un vent chaud qui descend dans les vallées, souffle généralement au printemps. Les montagnes Valaisannes, sont caractérisées par un climat montagnard, avec de nombreuses précipitations sous forme de neige qui forment des glaciers.